# Essvik
Essvik est une localité de la commune de Sundsvall dans le comté de Västernorrland en Suède.
Sa population était de 752 habitants en 2010.